# Ophiopsila hartmeyeri
Ophiopsila hartmeyeri är en ormstjärneart som beskrevs av Jean Baptiste François René Koehler 1913. Ophiopsila hartmeyeri ingår i släktet Ophiopsila och familjen Ophiocomidae. Inga underarter finns listade i Catalogue of Life.